# Huanacuni
Huanacuni je hora v pohoří Apolobamba v bolivijských Andách. Dosahuje nadmořské výšky přibližně 5 796 metrů. Nachází se v departementu La Paz, provincii Franz Tamayo, v obci Pelechuco, východně od jezera Cololo a severozápadně od Qala Phusa (Cololo).